# Batalha de Catasirtas
A Batalha de Catasirtas (em latim: Catasyrtae; em grego: Kατασυρται; romaniz.: Katasyrtai) foi travada no outono de 917 entre as forças do Império Búlgaro e do Império Bizantino, logo depois do surpreendente triunfo búlgaro na Batalha de Anquíalo, perto de uma vila da Catasirtas, nas proximidades de Constantinopla e terminou em vitória dos búlgaros.

## Origens do conflito
Desde o início de 917, ambos os lados já vinham se preparando para um encontro decisivo. Os bizantinos tentaram criar uma coalizão contra os búlgaros, mas fracassaram por causa da rápida reação de Simeão. Assim, os bizantinos reuniram um enorme exército, mas foram derrotados de forma decisiva em Anquíalo.

## Batalha
Enquanto o vitorioso exército búlgaro marchava para o sul, o comandante bizantino, Leão Focas, que havia sobrevivido à derrota, chegou a Constantinopla por mar e juntou o que pôde das tropas bizantinas para interceptar o avanço búlgaro antes que chegasse à capital. Os dois exércitos se encontraram perto da vila de Catasirtas e, depois de uma noite de combates, os bizantinos foram completamente derrotados e expulsos do campo de batalha.

## Consequências
O que restava das forças militares bizantinas foi literalmente destruído e o caminho para Constantinopla estava agora aberto. Contudo, os sérvios se revoltaram a oeste e os búlgaros resolveram se assegurar de que sua retaguarda estaria protegida antes do assalto final à capital bizantina, uma decisão que deu aos bizantinos um respiro que eles desesperadamente necessitavam.